# Erdmut Wizisla

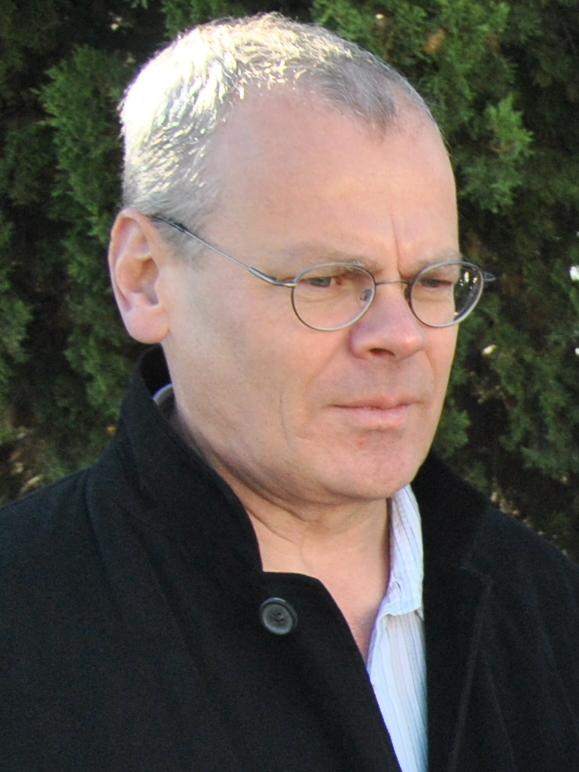
Erdmut Wizisla (2010).

Erdmut Wizisla (* 19. Juni 1958 in Leipzig) ist ein deutscher Literaturwissenschaftler.

## Leben
Wizisla studierte von 1983 bis 1988 Germanistik in Ost-Berlin an der Humboldt-Universität zu Berlin und wurde dort Assistent und 1989 Wissenschaftlicher Mitarbeiter im Bertolt-Brecht-Archiv, das er ab 1993 bis 2024 leitete. Er wurde 1994 mit einer Arbeit über Walter Benjamin und Bertolt Brecht promoviert. Ab 2004 leitete er auch das Walter-Benjamin-Archiv an der Akademie der Künste Berlin. Seit Mai 2013 ist er als Honorarprofessor an der Philosophischen Fakultät der Humboldt-Universität zu Berlin tätig. Außerdem ist er Mitglied im  PEN-Zentrum Deutschland und im Kuratorium der Kurt Wolff Stiftung.

## Veröffentlichungen (Auswahl)
Erdmut Wizisla ist durch zahlreiche Publikationen über Bertolt Brecht, Walter Benjamin, Hannah Arendt, Uwe Johnson u. a. hervorgetreten.
- 2004: Benjamin und Brecht: Die Geschichte einer Freundschaft. Suhrkamp, ISBN 3-518-39954-3.
- 2006 (als Herausgeber mit Detlev Schöttker): Arendt und Benjamin: Texte, Briefe, Dokumente; Suhrkamp-Taschenbuch. Suhrkamp, Frankfurt am Main ISBN 978-3-518-29395-9.
- Erstedition des gesamten Briefwechsels zwischen Brecht und Helene Weigel (soweit erhalten), erschienen 2012 im Suhrkamp Verlag, ISBN 978-3-518-41857-4, unter dem Titel ich lerne: gläser + tassen spülen. Briefe 1923-1956.
- 2017 (als Herausgeber): Benjamin und Brecht: Denken in Extremen, ISBN  978-3-518-42083-6.